# دخترای دیوونه
«دخترای دیوونه» (به انگلیسی: Stupid Girls) ترانه‌ای است که توسط خواننده آمریکایی پینک از چهارمین آلبوم استودیویی خود من نمرده‌ام (۲۰۰۶) ضبط شده‌است. ترانه در ۷ فوریه ۲۰۰۶ به عنوان اولین تک آهنگ از سومین آلبوم استودیویی او توسط لفیس رکوردز منتشر شد. این ترانه بازگشت پینک به لافیس رکوردز تحت گروه زامبا لیبل از طریق سونی بی‌ام‌جی، پس از اینکه اریستا رکوردز عملیات لافیس را در اواسط سال ۲۰۰۱ به کار خود ادغام کرد. «دخترای دیوونه» که در سال ۲۰۰۵ ضبط شده‌است، جنبه ای تحریک آمیز، فمینیستی و صریح تر از پینک را معرفی می‌کند، با اشعار جنسی، جنسیت گرایی را محکوم می‌کند و باعث ایجاد هوش در زنان می‌شود.